# سیمون وودز ریچاردسون
سیمون وودز ریچاردسون (انگلیسی: Simeon Woods Richardson؛ زادهٔ ۲۷ سپتامبر ۲۰۰۰) بازیکن بیس‌بال اهل ایالات متحده آمریکا است.
وی در مسابقات کشوری و بین‌المللی در مجموع برندهٔ ۱ مدال نقره شده‌است.